# Anadarko Petroleum
Anadarko Petroleum Corporation, (NYSE: APC), är ett amerikanskt multinationellt petroleumbolag som både prospekterar efter petroleum och naturgas och producerar de nämnda till respektive petroleum– och naturgasprodukter. Anadarko innehar ett bevisat petroleumreserv på ca 2½ miljarder fat oljeekvivalenter för år 2012. Deras verksamheter för utvinning av petroleum och naturgas återfinns främst i Alaska, Appalacherna, Klippiga bergen och i södra delarna av USA. De har också internationella verksamheter som djuphavsborrning i mexikanska golfen och produktion i Algeriet och Ghana med ytterligare prospekteringsrättigheter i Colombia, Guyana, Kenya, Kina, Nya Zeeland, Sydafrika och i delar av Västafrika.